# José Domingo de Obaldía
José Domingo de Obaldia Gallegos (David, Chiriquí 30 de gener de 1845-Panamà 1 de març de 1910) va ser un polític panameny, últim governador del departament de Panamà el 1903 i va ser President de Panamà, des de 1908 fins a 1910. Fill de José de Obaldía i Donya Ana María Gallegos. Promulga el Decret Nº 18 del 26 de gener de 1909, en la qual es crea la Policia Secreta Nacional i va ser el constructor de l'Institut Nacional de Panamà. Va morir en el càrrec.